# Главы Одесского региона
Здесь представлена информация по всем губернаторам и руководителям административно-территориальных образований, за период нахождения в них Одесского региона с 1783 года по настоящее время.

## Российская империя

### Генерал-губернаторы
| Генерал-губернаторы Екатеринославского наместничества 1783—1796                                                     |  |                                                            |                                 | |
| 1 |  | Светлейший князь Григорий Потёмкин-Таврический (1739—1791) | 1783 — 5 октября 1791           | В 1787 началась война с Турцией, вызванная отчасти деятельностью Потёмкина. Устроителю Новороссии пришлось взять на себя роль полководца. Недостаточная готовность войск сказалась с самого начала. Потёмкин, на которого возлагались надежды, что он уничтожит Турцию, сильно пал духом и думал даже об уступках, в частности, предлагал вывести все русские войска из недавно завоеванного Крыма, что неизбежно привело бы к захвату Крыма турецкими войсками. Императрице, в письмах, приходилось неоднократно поддерживать его бодрость. Лишь после взятия Хотина графом Румянцевым-Задунайским, бывшим на то время в соперничестве с ним, Потёмкин стал действовать решительнее и осадил Очаков, который, однако, взят был лишь через год. Осада велась не энергично, много солдат погибло от болезней, стужи и нужды в необходимом. Недалеко от Очакова князь Потемкин заложил в 1788 году город Николаев Затем Потёмкин вернулся в Санкт-Петербург, всячески чествуемый по пути. 16 (27) декабря 1788 года генерал-фельдмаршал князь Григорий Александрович Потёмкин-Таврический награждён орденом Св. Георгия 1 ст. В Санкт-Петербурге он получил щедрые награды и часто вёл с императрицей беседы о внешней политике. Он стоял в это время за уступчивость по отношению к Швеции и Пруссии. Вернувшись на театр войны, он позаботился о пополнении числа войск и медленно подвигался с главной массой войск к Днестру, не участвуя в операциях Репнина и Суворова. Осаждённые им Бендеры сдались ему без кровопролития. В 1790 году Потёмкин получил титул гетмана казацких екатеринославских и черноморских войск. Он жил в Яссах, окружённый азиатской роскошью и толпой раболепных прислужников, но не переставал переписываться с Санкт-Петербургом и с многочисленными своими агентами за границей. О продовольствии и укомплектовании армии он заботился как нельзя лучше. |
| 2 |  | граф Платон Зубов (1767—1822)                              | 1792 — 1796                     | При недостатке средств на строительство города и порта в 1796 году князь Зубов выделил Одессе из доходов Новороссийского края 312135 рублей на постройку госпиталя, Соборной церкви, магистрата и дома для главного начальника. Будущему городу по ордеру Зубова выделялось 29500 десятин удобной земли и 1200 неудобной. Все это под участки и под городской выгон скота. Желающих было много: все офицеры полков, ведущих строительные работы, состоятельные унтеры, вольнонаемные, купцы, предприниматели. Де-Волан разделил город на два форштадта. Военный — 52 квартала и 560 участков и греческий — 65 кварталов и 720 участков. |
| Генерал-губернаторы Новороссийской губернии 1796—1800                                                               |  |                                                            |                                 | |
| 1 |  | Николай Бердяев (1744—1823)                                | 1796 — 29 ноября 1797           | Население города возросло до 5.000, что разных построек в нём насчитывалось до 1.200. после ревизии в Одессе произведены были реформы в городском устройстве. 26 января 1798 г. российский магистрат был упразднен, купцы, и мещане были причислены к иностранному магистрату. |
| 2 |  | Михаил Каховский (1734—1800)                               | 30 ноября 1797—1800             | Екатеринославскому губернатору Каховскому дан Высочайший указ от 27 января 1792 года, которым предписывалось ему «обозреть вновь присоединенную страну, разделить её на уезды, назначить города по способности, и о том нам и сенату Нашему представить ваше мнение с планами». Каховский горячо принялся за дело, и уже 5 мая того же года послал донесение о своей работе. В этом же донесении сказано: «Аджибей, назначенный Вашим Величеством для обитания служивших в Средиземном море во флотилии, лежит на возвышенном и прямом месте. Вода в колодцах пресная и хорошая. Из вершины одной долины можно провести фонтан до полувозвышения, на коем полагается быть городу». Проект о постройке поселения не был осуществлен в 1792 году, и вопрос о Хаджибее вступил в новую фазу развития. В своё время Каховский поддержал проект Де-Рибаса о постройке на месте Хаджибейской крепости города, и, несмотря на противников, проект Де-Рибаса взял верх. Ещё в 1792 году в своем донесении Михаил Васильевич подал идею о проведении ключевой воды в город извне, но тогда его не поддержали, на первых порах приступили к рытью колодцев. |
| Генерал-губернаторы Новороссийского (с 1820-х годов — Новороссийско-Бессарабского) генерал-губернаторства 1802—1873 |  |                                                            |                                 | |
| 1 |  | Иван Михельсон (1740—1807)                                 | 1802 — 20 января 1803           | |
| 2 |  | Сергей Беклешов (1752—1803)                                | 20 января 1803 — 3 октября 1803 | Военный генерал-губернатор Новороссийского генерал-губернаторства |
| 3 |  | Герцог де Ришельё (1766—1822)                              | 1805 — 1814                     | Особым письмом к царю, герцог попросил разрешение постоянно находиться в Одессе. Таким образом, от личного усмотрения герцога зависело сделать Одессу административным центром Новоросии. Избирая Одессу, он показал, что успел оценить её значение, уже в первые годы своего пребывания. Указ 13 марта, соединявший в руках Ришельё власть градоначальника с властью над целым краем, был для Одессы новой эрой. Прилагая одинаковые старания к развитию производительных сил всей Новороссии, герцог привлекал в город новых переселенцев, которые приносили с собой самые разнообразные занятия. Сам Ришельё в мемуарах, написанных им в 1813 году, говорит, что Одесса и Новороссия за очень короткое время сделали такие успехи, как ни одна страна. Из городов Новороссии, по его словам, самый значительный — Одесса. Он занимался торговыми отношениями города, при этом не упускал из виду других сторон жизни нашего города. В городе были открыты гимназии с тремя отделениями и «благородные институты» для детей дворян. Благодаря стараниям Ришельё в городе начинают строительство церквей, возобновлены по постройке собора, в 1804 году был построен театр. Подаренный братом Де-Рибаса — Феликсом Де-Рибасом сад на Дерибасовской улице в 1811 году осветился 200 фонарями. В 1814 году открыта городская типография. |
| 4 |  | Герцог Александр Рудзевич (1775—1829)                      | 1814 — 1815                     | |
| 5 |  | Граф Александр Ланжерон (1763—1831)                        | 16 ноября 1815—1822             | Граф воплотил в жизнь ряд важных начинаний, сделанных ранее Ришельё, одним из которых было введение порто-франко. При нём же появилась и первая городская газета — «Мессаже де ля Руси меридиональ», было открыто заведение минеральных вод в городском саду, разбит ботанический сад, сыгравший огромную роль в озеленении как собственно Одессы, так и всего края. К числу наиболее значительных деяний Ланжерона в Одессе, без сомнения, можно отнести открытие в 1817 Ришельевского лицея, второго в России после Царскосельского. Правда, эту честь с ним по праву разделил тот же герцог Ришельё, лично обратившийся в Париже к Александру I с просьбой разрешить преобразование Одесского Благородного института в лицей. |
| 6 |  | Иван Инзов (1768—1845)                                     | 1822 — 19 мая 1823              | Во время своего руководства его заботил внешний вид города, чтоб избежать пыли и грязи Инзов подал идею о шоссе, но эту идею воплотил в жизнь позже Воронцов. В 1834 году он присутствовал как почетный гость на открытии уездного училища. |
| 7 |  | Светлейший князь Михаил Воронцов (1782—1856)               | 19 мая 1823—1848                | С назначением Воронцова генерал-губернатором Новороссийского края в 1823 году начинается длинный тридцатилетний период, в течение которого Одесса беспрерывно прогрессирует, достигает замечательных успехов, как в торговом отношении, так и в смысле гражданственности вообще. Воронцов занялся заботой о развитии и укреплении границы порто-франко для надежного надзора над контрабандой. В 1849 году, уже после Воронцова, порто-франко продлили на пять лет, затем ещё раз, а в 1859 году его убрали. Беспошлинная торговля иностранными товарами, легальная и контрабандная, привлекла в город значительное число купцов — не только отечественных, но и зарубежных. Прилив заграничных товаров сделал жизнь в городе дешёвой и способствовал процветанию Одессы. Именно во времена Воронцова Одесса стала третьим городом империи, в своей «европейскости», цивилизационным новшествам даже преподавая урок обеим столицам — Москве и Санкт-Петербургу. Появляются первые пароходы, маяк, интенсивно развивается сельское хозяйство. Воронцов организовал Общество развития сельского хозяйства Южной России, открывается памятник герцогу Де-Ришельё. |
| - |  | Павел Фёдоров (вр. и. о.)                                  | 1848 — 5 ноября 1854            | |
| 8 |  | Николай Анненков (1799—1865)                               | 5 ноября 1854 — апрель 1855     | |
| 9 |  | Граф Александр Строганов (1795—1891)                       | апрель 1855 — 12 декабря 1862   | Строганов представил в 1858 году министру внутренних дел записку, в которой решительно высказался в пользу необходимости уравнения евреев в правах. Это же мнение он повторил и во Всеподданнейшем докладе за 1863 г. Строганов шёл навстречу культурным стремлениям еврейских обществ в крае, между прочим, он поддержал ходатайство О. Рабиновича о разрешении издавать «Рассвет». Главная заслуга графа в Одессе заключается в его деятельности по преобразованию Городского общественного управления, состоявшемся, правда, при его предшественнике, но подготовленному при живейшем участии Строганова и тогдашнего градоначальника барона Местмахера. Ещё до последней реформы одесситы вполне оценили заслуги графа в этом отношении, и в день пятидесятилетнего юбилея его государственной деятельности (11 июля 1862 года) почтили его званием «первого вечного гражданина города Одессы». При Строганове открыто и начало свою успешную деятельность Русское общество пароходства и торговли основанное Н. А. Новосельським и адмиралом Н. А. Аркасом. |
| 10 |  | Граф Павел Коцебу (1801—1884)                              | 12 декабря 1862—1873            | 22 августа 1864 года в Одессе в четырёх комнатах наемного помещения был открыт «приют для беспомощных младенцев и беднейших родильниц». С 1873 года приют стал именоваться «Павловским», в честь Новороссийского генерал-губернатора графа Павла Евстафьевича Коцебу. Этим актом Общество для призрения младенцев и родильниц выразило свою глубокую благодарность Коцебу за помощь и поддержку в их работе. |
| Временные Одесские генерал-губернаторы 1873—1914                                                                    |  |                                                            |                                 | |
| 1 |  | Граф Эдуард Тотлебен (1818—1884)                           | 1879 — 18 мая 1880              | |
| 2 |  | Александр Дрентельн                                        | 18 мая 1880 — 13 января 1881    | |
| 3 |  | Князь Александр Дондуков-Корсаков (1820—1893)              | 13 января 1881 — 9 января 1882  | |
| 4 |  | Иосиф Гурко (1828—1901)                                    | 9 января 1882 — 7 июня 1883     | |
| 5 |  | Христофор Рооп (1828—1901)                                 | 7 июня 1883 — 12 октября 1890   | В 1887 году в силу обязательного постановления Роопа в больницах города вводится новый больничный устав, по которому многие годы функционировала больница. В 1889 году по инициативе Христофор Христофоровича в Одесса в Александровском парке (ныне парк Шевченко) была открыта арена для детских игр и гимнастических упражнений. С 1885 — без приставки «временный». |
| 6 |  | Константин Адамович Карангозов (1852—1907)                 | 1905 — 1906                     | |
| 7 |  | Павел Глаголев                                             | 1906 — 2 декабря 1907           | |
| 8 |  | Иван Толмачев (1861—1932)                                  | 2 декабря 1907 — 19 июля 1914   | 2 мая 1908 года одесский градоначальник генерал-майор И. Н. Толмачев обратился к министру внутренних дел П. А. Столыпину с просьбой разрешить созыв съезда по ходатайству председателя одесского отделения «Союза русских людей» Родзевича. Съезд проходил в Одессе с 8 по 10 июня 1908 г. |
| Военный Одесский генерал-губернатор 1914—1917                                                                       |  |                                                            |                                 | |
| 1 |  | Михаил Эбелов (1855—1919)                                  | 19 июля 1914 — 9 августа 1917   | Когда Эбелов уходил с поста, он сказал, что за 5 месяцев, прошедших со времени переворота, в Одессе ни разу не была пролита кровь. |

### Наместники и губернаторы
| Наместники Екатеринославского наместничества 1783—1796 |  |                                          |                                   | |
| 1                                                      |  | Тимофей Тутолмин (1740—1789)             | 1783 — 1784                       | Новороссийская губерния, существовавшая в 1764—1783, была ликвидирована и её территория вошла в состав Екатеринославского наместничества. |
| 2                                                      |  | Иван Синельников (1741—1788)             | 1784 — 1788                       | Потёмкин назначил Синельникова начальником комиссии по пропитанию переселенцев, позже своим главным помощником по образованию Екатеринославского наместничества, вверив ему построение города Екатеринослава, в котором Синельников и стал первым наместником. Знаменитое путешествие императрицы Екатерины II в 1787 году было осуществлено по маршруту, составленному вызванным в Петербург Иваном Синельниковым и при его постоянном сопровождении. После начала русско-турецкой войны 1787—1792 годов Синельникову было поручено обустройство флота и снабжение продовольствием армии, осадившей Очаков. В ходе этой осады Синельников был ранен и вскоре умер. |
| 3                                                      |  | Василий Каховский (1738—1795)            | 1788 — 1794                       | Назначен на должность указом императрицы Екатерины ІІ, по прямой просьбе Г. А. Потемкина. На его плечи легли основные заботы по организации путешествия Екатерины в Тавриду. Некоторые исследователи считают, что именно он является автором оригинальной идеи отметить маршрут путешествия специальными дорожными знаками. |
| 4                                                      |  | Иосиф Хорват                             | 1794 — 12 декабря 1796            | Расследовал причины волнения матросов в Херсоне в 1796 году. |
| Губернаторы Новороссийской губернии 1797—1802          |  |                                          |                                   | |
| 1                                                      |  | Иван Селецкий (1743—1810)                | 1797 — 1800                       | В ходе административно-территориальных реформ Павла I от 12 декабря 1796 наместничество ликвидируется и образуется Новороссийская губерния. О том, как приняло местное общество нового правителя, описывает сам Селецкий в письме к жене: «Я здесь нашел ту страну, где меня все возлюбили и паны и простые, где разумеют мою цену, и после гордости и ругательств бывших губернаторов, а особливо Бердяева, коего имя всем тут ненавистно, почитают меня своим избавителем… Меня тут на руках носят; советник у меня Гладкой, также добрый человек, умный и великий мне помощник…».                                                                                |
| 2                                                      |  | Иван Николаев                            | 1800 — май 1801                   | |
| 3                                                      |  | Михаил Миклашевский (1756—1847)          | май 1801 — 8 октября 1802         | Край, вверенный управлению Миклашевского, интенсивно заселялся. Необходимо было организовывать новую жизнь огромных людских масс на обширном пространстве. Действия губернатора, постоянно обращавшегося в правительство с новыми предложениями по управлению губернией, по формированию местных законов и постановлений, одобрял и поддерживал император. Уже 10 декабря за свои распоряжения, а именно «за возвышение втрое, на торгах произведенных под его председательством, цены виннаго откупа и пошлиннаго збора» он был награждён орденом Св. Анны 1-й степени с бриллиантами.                                                                             |
| Николаевский губернатор 1802—1803                      |  |                                          |                                   | |
| 1                                                      |  | Василий Акулов                           | 8 октября 1802 — 15 мая 1803      | Николаевская губерния была образована указом Александра I 8 октября 1802 из части Новороссийской. Действительный статский советник Акулов стал гражданским губернатором Николаева. По высочайшему повелению Николаев наименован губернским городом и губерния Николаевской. Были открыты губернское правление и присутственные места. Но 15 мая 1803 появляется новый указ — губернскому правлению быть в Херсоне. |
| Херсонский губернатор 1803—1917                        |  |                                          |                                   | |
| 1                                                      |  | Алексей Окулов (1766—1821)               | 15 мая 1803—1805                  | Губерния была основана в 1803 г. Александром I указом от 15 мая № 20760, когда центр был переведен из Николаева в Херсон. |
| 2                                                      |  | Кирилл Гладкий (1756—1831)               | 1805 — 7 января 1808              | Действительный статский советник. |
| 3                                                      |  | Пётр Мещерский (1778—1857)               | 7 января 1808 — 8 июня 1809       | |
| 4                                                      |  | Князь Григорий Рахманов (1761—1841)      | 16 ноября 1809—1816               | В звании камер-юнкера, действительный статский советник (тайный советник). |
| 5                                                      |  | Граф Карл Сен-При (1782—1863)            | 1816 — 26 апреля 1821             | По протекции Ланжерона получил чин действительного статского советника. |
| 6                                                      |  | Август Комстадиус                        | 26 апреля 1821 — 1 января 1828    | Действительный статский советник. |
| 7                                                      |  | Павел Могилевский (1780—1840)            | 1 января 1828 — 28 ноября 1830    | Действительный статский советник. |
| 8                                                      |  | Яков Ганскау (1786—1841)                 | 16 марта 1831 — 11 ноября 1837    | Действительный статский советник. |
| 9                                                      |  | Виктор Рославец (1796—1848)              | 11 ноября 1837 — 13 августа 1839  | Статский советник. Уволен от службы по состоянию здоровья. |
| 10                                                     |  | Владимир Пестель (1795—1865)             | 13 августа 1839 — 22 января 1845  | Служение Пестеля в Херсоне принесло много пользы городу, который до него утопал в грязи, темноте и очень страдал от частых пожаров. При нём устроены были мостовые, освещение города и пожарная команда, замечательная в то время по её устройству. При тогдашнем порядке управления соединяя в себе администратора, судью и воина, он не дозволял себе известной в то время резкости в обращении, не допускал угроз и запугиваний и отличался деликатностью и мягкостью обращения. Доступный для всех, он сочувственно относился к нуждам и к положению каждого.                                                                                                   |
| 11                                                     |  | Виктор Рославец (1796—1848) (Второй раз) | 22 января 1845 — 4 июня 1848      | Действительный статский советник. |
| 12                                                     |  | Кирилл Оленич-Гнененко (?—1853)          | 4 июня 1848 — 28 сентября 1851    | Генерал-майор. |
| 13                                                     |  | Михаил Ильинский                         | 28 сентября 1851 — 15 июля 1854   | Генерал-майор. |
| 14                                                     |  | Феофил Панкратьев (1796—1859)            | 16 июля 1854 — 23 марта 1859      | Статский советник, исправляющий дела губернатора (утверждён губернатором 17.04.1855), действительный статский советник. |
| 15                                                     |  | Александр Башмаков (?—1887)              | 27 марта 1859 — 24 августа 1861   | В звании камер-юнкера, статский советник, исправляющий дела губернатора (утверждён губернатором 30.08.1860 в звании камергера), действительный статский советник. |
| 16                                                     |  | Павел Клушин (1814—1886)                 | 24 августа 1861 — 21 августа 1868 | Действительный статский советник (тайный советник). В 1864—1865 годах он принимал участие в осуществлении в Херсонской губернии земской реформы. Немало усилий приложил для благоустройства губернского центра. В 1864 году удостоен звания «Первого почетного гражданина» г. Херсона. |
| 17                                                     |  | Сократ Старынкевич (1820—1902)           | 30 августа 1868 — 19 ноября 1871  | Генерал-майор. |
| 18                                                     |  | Николай Абаза (1837—1901)                | 19 ноября 1871 — 20 января 1874   | Действительный статский советник. |
| 19                                                     |  | Александр Эрдели (1825—1898)             | 20 января 1874 — 9 июня 1890      | Статский советник, исправляющий дела губернатора (утверждён губернатором с произведением в действительные статские советники 01.01.1876), (тайный советник). |
| 20                                                     |  | Сергей Олив (1844—1909)                  | 9 июня 1890 — 30 ноября 1893      | Генерал-майор. |
| 21                                                     |  | Михаил Весёлкин (1842—1897)              | 2 декабря 1893 — 13 июня 1897     | Тайный советник. На должности губернатора способствовал развитию народного образования, культуры, руководил проведением первой Российской всеобщей переписи населения 1897 года. |
| 22                                                     |  | Князь Иван Оболенский (1853—1910)        | 13 июня 1897 — 14 января 1902     | В должности шталмейстера, действительный статский советник. |
| 23                                                     |  | Владимир Левашов (1850—1912)             | 19 января 1902 — 23 ноября 1905   | Действительный статский советник. В бытность Херсонским губернатором Левашов много способствовал проведению железной дороги в Николаев. |
| 24                                                     |  | Михаил Малаев                            | 23 ноября 1905 — 1 января 1908    | Коллежский советник. |
| 25                                                     |  | Фёдор Бантыш (1865—1919)                 | 1 января 1908 — 28 февраля 1911   | Статский советник. |
| 26                                                     |  | Барон Николай Гревениц (1874—1931)       | 28 февраля 1911 — 30 марта 1916   | Коллежский советник. |
| 27                                                     |  | Виталий Ветчинин (1867—1925)             | 30 марта 1916 — 10 декабря 1917   | Действительный статский советник. |

## Гражданская война и Интервенция
| Председатель Румчерода и Совета Народных Комиссаров Одесской Советской Республики 1917—1918 |  |                               |                                  | |
| 1                                                                                           |  | Владимир Юдовский (1880—1949) | 10 декабря 1917 — 13 марта 1918  | В первых числах декабря 1917 года в городе прошли бои между красногвардейцами и сторонниками Центральной Рады УНР (самостийниками). В результате этого противостояния власть в городе перешла под контроль Центральной Рады. 21 декабря 1917 года Одесса была провозглашена «вольным городом» впредь до созыва Учредительного Собрания. В середине января 1918 года большевики подняли восстание, отбили город у сторонников Центральной рады и Временного правительства. В городе была установлена советская власть, вошедшая в историю под именем Одесской Советской Республики. |
| Военные Одесские генерал-губернаторы 1918—1919                                              |  |                               |                                  | |
| 1                                                                                           |  | Семён Коморный                | 13 марта — май 1918              | |
| 2                                                                                           |  | Владимир Мустафин             | май 1918 — 1 июня 1918           | |
| 3                                                                                           |  | Эдуард фон-Бельц (1855—1918)  | 1 июня 1918 — 9 ноября 1918      | Генерал-лейтенант Австро-Венгерской армии. Для Одессы было сложное время, власть менялась очень часто. |
| 4                                                                                           |  | Георгий Раух                  | 9 ноября 1918 — 18 декабря 1918  | При гетмане Скоропадском состоял представителем председателя совета министров Украины при австро-венгерском командовании, возглавлял гетманскую администрацию в Одессе. Не найдя взаимопонимания со Скоропадским, Раух перешёл к Деникину, однако из Одессы не уехал и остался в ней в качестве представителя Вооружённых сил Юга России. |
| 5                                                                                           |  | Алексей Гришин-Алмазов        | 18 декабря 1918 — 15 марта 1919  | Организовывал оборону города от наступающих советских войск, также противостоял вооружённым силам Украинской народной республики. Активно боролся с уголовным миром города. Известный уголовный авторитет Мишка Япончик направил генералу письмо, в которым были такие строки: «Мы не большевики и не украинцы. Мы уголовные. Оставьте нас в покое, и мы с вами воевать не будем». Прочитав письмо, генерал отказался на него отвечать и сказал Шульгину, бывшим у него «политическим консультантом»: «Не может диктатор Одессы договариваться с диктатором уголовных». |
| 6                                                                                           |  | Алексей Шварц                 | 15 марта 1919 — 2 апреля 1919    | В марте 1919 года французское командование назначило его военным генерал-губернатором Одессы и командующим всеми русскими войсками в Одесском районе и выслало из города воинских начальников, назначенных командованием Вооружённых сил Юга России. Шварц принял должность без согласования с командованием Вооружённых сил Юга России. Причинами перемен в русском командовании, возможно, стали разочарование французов в эффективности белого движения, а также европейская известность генерала как военного инженера. Действия французов и генерала Шварца через голову генерала А. И. Деникина вызвали протест последнего; представители Добровольческой армии в Одессе также не признали назначения Шварца. В апреле 1919 года французские войска эвакуировались из Одессы. Шварц выехал вместе с ними в Константинополь. |
| 1                                                                                           |  | Ян Гамарник (1894—1937)       | май 1919 — август 1919           | В августе 1919 года Гамарник был назначен членом РВС Южной группы войск 12-й армии. |
| 2                                                                                           |  | Иван Клименко (1891—1937)     | до 25 августа 1919               | В 1920 году снова станет председателем Одесского губернского СРКД. |
| Главноначальствующий Новороссийской области от Вооружённых сил Юга России 1919—1920         |  |                               |                                  | |
| 1                                                                                           |  | Николай Шиллинг (1870—1946)   | 25 августа 1919 — 20 января 1920 | Август 1919 — Занял Херсон, Николаев и Одессу. Сентябрь 1919 — Главноначальствующий Новороссийской области. Разбил войска Петлюры на правом берегу Днепра. Октябрь 1919 — Занял Жмеринку, Могилев-Подольский и Проскуров. Ноябрь 1919 — Выделил 13-ю и 34-ю дивизии под командование генерала Слащёва для борьбы с Махно и обороны Крыма. 4 декабря 1919 — Оставаясь командующим войсками Новороссии, принял под своё командование войска отступившие из-под Киева, «имея задачей прикрытие Новороссии и, главным образом, Крыма». Январь 1920 — Из-за нехватки угля для пароходов не смог организовать вывоз морем из Одессы 2-го армейского корпуса генерала М. Н. Промтова и Киевской группы генерала Бредова. Поскольку румыны отказались пропустить эти соединения в Бессарабию, объединённые под командованием Бредова части вынуждены были подняться вверх по Днестру на соединение с польской армией (т. н. Бредовский поход). С 20 января по 8 февраля 1920 территорию Одесской области контролировали войска Виктора Павленко (петлюровцы). |

## Украинская Социалистическая Советская Республика
| Председатель Херсонского военно-революционного комитета 1917—1918         |  |                                           |                               | |
| 1                                                                         |  | Степан Кириченко (1887—1938)              | 5 декабря 1917 — февраль 1918 | До 1920 года территория нынешней Одесской области находилось на территории Херсонской губернии, которая была в составе УССР идентичной бывшей Херсонской губернии Российской Империи. Однако УССР в период с 1917 по 1920 территорию современной Одесской области реально не контролировала. |
| Председатели исполнительного комитета Херсонского губернского совета 1918 |  |                                           |                               | |
| 1                                                                         |  | Иосиф Скляр (1885—1919)                   | февраль 1918 — март 1918      | |
| Председатель Херсонского военно-революционного комитета 1918—1920         |  |                                           |                               | |
| 1                                                                         |  | Степан Кириченко (1887—1938) (второй раз) | март 1918 — 28 января 1920    | |

| Председатели Одесского губернского революционного комитета 1920—1921 |  |                                  |                              | |
| 1                                                                    |  | Владимир Логинов (1897—1938)     | 9 февраля 1920 — июнь 1920   | 9 февраля 1920 года губком партии большевиков создал Одесский революционный комитет, который объявил о взятии под свой контроль всей власти в городе. Ревком объявил себя губернским органом, расширившим власть на всю территорию Одесской губернии. |
| 2                                                                    |  | Александр Борчанинов (1884—1932) | июнь 1920 — август 1920      | Председатель Военно-революционного комитета. |
| 3                                                                    |  | Павел Кин (1882—1943)            | август 1920 — 13 апреля 1921 | Впоследствии стал народным комиссаром внутренних дел УССР. |

#### Исполнительный комитет Совета рабочих и крестьянских депутатов
| Председатели Исполнительного комитета Одесского губернского Совета рабочих и крестьянских депутатов 1922—1923 |  |                                        |                          |                                                                                           |
| 1 |  | Иван Клименко (1891—1937) (второй раз) | C 8 февраля 1920         | В августе 1919 уже был председателем Одесского губернского исполнительного комитета СРКД. |
| 2 |  | Александр Шумский (1890—1946)          | 1920                     |                                                                                           |
| 3 |  | Яков Дробнис (1890—1937)               | 1920 — июль 1921         |                                                                                           |
| 4 |  | Василий Аверин (1885—1945)             | июль 1921 — декабрь 1922 |                                                                                           |

### Партийная власть
| Секретарь Одесского губернского комитета КП(б)У 1918—1919               |  |                                     |                           | |
| 1                                                                       |  | Софья Соколовская (1894—1938)       | ноябрь 1918 — август 1919 | С ноября 1918 года, кроме работы в «Иностранной коллегии», Соколовская становится секретарём подпольного Одесского губкома КП(б)У. С установлением советской власти в Одессе весной — летом 1919 года — редактор газеты «Коммунист». В оба периода белой власти в Одессе (зимы 1918—1919 и 1919—1920 гг.) арестовывалась белой контрразведкой, оба раза бежала. |
| Председатель Одесского губернского комитета КП(б)У 1920—1921            |  |                                     |                           | |
| 1                                                                       |  | Ян Гамарник (1894—1937)             | февраль 1920—1921         | В августе 1919 года Гамарник был назначен членом РВС Южной группы войск 12-й армии. |
| Ответственные секретари Одесского губернского комитета КП(б)У 1920—1923 |  |                                     |                           | |
| 1                                                                       |  | Лаврентий Картвелишвили (1890—1938) | февраль 1920—1920         | В ноябре 1918 — апреле 1919 года член Одесских подпольных обкома и горкома партии, член Одесского ревкома. По поручению подпольного обкома возглавил всю издательскую работу большевистской организации Одессы, занятой тогда войсками Антанты, обеспечивал издание газет, листовок, воззваний, добывал необходимые материалы, сам писал листовки и статьи. Осенью 1919 года член Реввоенсовета Южной группы войск 12-й армии. В 1920 году заведующий орготделом Одесского обкома и редактор газеты «Коммунист». |
| 2                                                                       |  | Сергей Ингулов (1893—1938)          | 1920                      | После победы советской власти в Новороссии в 1919—1920 гг. ответственный секретарь Одесского губкома КП(б) Украины и член коллегии Одесской ЧК. Тогда же проявился его талант публициста — его заметки, фельетоны, статьи печатались во многих одесских газетах. C 1920 года член редколлегии газеты «Одесский коммунист». В 1921—1923 гг. заведующий Отделом агитации и пропаганды ЦК КП(б) Украины в Харькове (в те годы столица Украины).                                                                     |
| 3                                                                       |  | Владимир Логинов (1897—1938)        | 1920                      | |
| 4                                                                       |  | Сергей Сырцов (1893—1937)           | 1920 — 14 июля 1921       | |
| 5                                                                       |  | Самуил Робинсон (1893—1937)         | 14 июля — 29 июля 1921    | |
| 6                                                                       |  | Александр Одинцов (1895—1940)       | 29 июля 1921—1922         | |
| 7                                                                       |  | Михаил Майоров (1890—1938)          | 1922 — 1923               | |

## СССР — Губернаторство Транснистрия — СССР

### Исполнительная власть
| Председатели Исполнительного комитета Одесского губернского совета 1923—1925                                   |  |                                          |                                   | |
| 1 |  | Андрей Иванов (1888—1927)                | 1923—1925                         | После смерти его именем была названа улица в Одессе. Кроме того, приставку «им. А. Иванова» получил Русский драматический театр Одессы. Это название театр, несмотря на многочисленные попытки избавиться от приставки, носит до сих пор. |
| 2 |  | Иван Кудрин (1893—1937) (и. о.)          | 1925                              | |
| Председатели Исполнительного комитета Одесского окружного совета 1925—1930                                     |  |                                          |                                   | |
| 1 |  | Алексей Трилисский (1892—1937)           | 1925 — 1927                       | Губернии ликвидируют, Одесса становится окружным центром, с этого времени все функции власти в городе и губернии были сосредоточены в окружном комитете партии. |
| 2 |  | Г. П. Алексеенко                         | 1925 — январь 1930                | В 1927—1929 гг. в Одессе проводится выселение из государственных домов бывших хозяев и людей, признанных «нетрудовыми элементами». Недостаток жилья в городе власть пыталась компенсировать новой кампанией по уплотнению квартиросъемщиков. Выход из жилищного кризиса власть видела в развитии жилищной кооперации — арендной и строительной. Рост жилищной кооперации шел за счет сокращения домов, которые были в подчинении городского совета, так и за счет полной ликвидации приватной аренды. Кооперативная аренда стала монопольной формой аренды жилищного фонда. В 1930-е годы жилищно-арендная кооперация была ликвидирована и жилищный фонд снова передали в непосредственное подчинение коммунотделов горсоветов. В 1930 году построена школа фабрично-заводского обучения пищевиков. Также был построен новый корпус строительного института на месте сада бывшего института благородных девиц (архитектор Ф. Троупьянский). В эти годы город потихоньку развивался, открывались новые фабрики и заводы. |
| 3 |  | Михаил Горбань (?—1937)                  | январь 1930 — 2 сентября 1930     | |
| Председатель Всеукраинского Центрального исполнительного комитета 1930—1932                                    |  |                                          |                                   | |
| 1 |  | Григорий Петровский (1878—1958)          | 2 сентября 1930 — июнь 1932       | Одесский округ был упразднён в июле 1930, как и большинство округов СССР и районы переданы в прямое подчинение Украинской ССР, руководство которой осуществлял Всеукраинский ЦИК. |
| Председатели исполнительного комитета Одесского областного совета депутатов трудящихся 1932—1941               |  |                                          |                                   | |
| 1 |  | Яков Пахомов (1897—1938)                 | июнь 1932 — 23 сентября 1933      | Одесская область в составе УССР была образована 27 февраля 1932 года. |
| 2 |  | Фёдор Голуб (1903—1937)                  | 23 сентября 1933 — октябрь 1935   | |
| 3 |  | Пётр Бойко (1893—1937)                   | 8 декабря 1935 — май 1937         | |
| - |  | Николай Волков (1898—1938) (и. о.)       | май 1937 — 14 октября 1937        | |
| - |  | Филипп Шевцов (1895—1938) (и. о.)        | 14 октября 1937 — 29 декабря 1937 | |
| 4 |  | Григорий Гальченко (1901—1938)           | 29 декабря 1937 — май 1938        | |
| 5 |  | Никифор Кальченко (1906—1989)            | май 1938 — 19 августа 1941        | Исполняющий обязанности до января 1940. |
| Военные губернаторы Транснистрии 1941—1944                                                                     |  |                                          |                                   | |
| 1 |  | Георге Алексяну (1897—1946)              | 19 августа 1941 — январь 1944     | Проводил репрессивную политику, несёт ответственность за убийства сотен тысяч евреев, как местных, так и выселенных из Бессарабии и Буковины и за отправку 56 тысяч украинцев на принудительные работы в Германию и Румынию. Активно проводил политику румынизации, отдав приказы об запрете публичного использования украинского языка и исполнения украинских песен. Выступил организатором «научного института Транснистрии», который должен был стать оплотом румынизации захваченных территорий. |
| 2 |  | Георге Потопеану (1889—1966)             | январь 1944 — апрель 1944         | Власть Потопеану была иллюзорной, так как основные её рычаги находились в руках германского командования. |
| Председатели исполнительного комитета Одесского областного совета депутатов трудящихся 1944—1963               |  |                                          |                                   | |
| 1 |  | Иосиф Горлов (1898-?)                    | июль 1944 — декабрь 1946          | |
| 2 |  | Константин Караваев (1894—1978)          | декабрь 1946 — апрель 1953        | |
| 3 |  | Николай Гуреев (1907—1978)               | апрель 1953 — июль 1954           | |
| 4 |  | Александр Федосеев (1909—1975)           | июль 1954 — февраль 1958          | |
| 5 |  | Михаил Хорунжий (1920—1991)              | февраль 1958 — январь 1963        | |
| Председатель исполнительного комитета промышленного Одесского областного совета депутатов трудящихся 1963—1964 |  |                                          |                                   | |
| 1 |  | Константин Коваленко (1914—1971)         | январь 1963 — декабрь 1964        | |
| Председатель исполнительного комитета сельского Одесского областного совета депутатов трудящихся 1963—1964     |  |                                          |                                   | |
| 1 |  | Михаил Хорунжий (1920—1991)              | январь 1963 — декабрь 1964        | До января 1963 был председателем Одесского областного исполнительного комитета совета депутатов трудящихся |
| Председатели исполнительного комитета Одесского областного совета депутатов трудящихся 1964—1977               |  |                                          |                                   | |
| 1 |  | Михаил Хорунжий (1920—1991) (второй раз) | декабрь 1964 — март 1969          | До января 1963 был председателем сельского Одесского областного исполнительного комитета совета депутатов трудящихся |
| 2 |  | Андрей Дудник (1923-?)                   | март 1969 — май 1971              | |
| 3 |  | Виктор Походин (1928—1985)               | май 1971 — 7 октября 1977         | |
| Председатели исполнительного комитета Одесского областного совета народных депутатов 1977—1991                 |  |                                          |                                   | |
| 1 |  | Виктор Походин (1928—1985)               | 7 октября 1977 — сентябрь 1985    | |
| 2 |  | Андрей Печёров (род. 1937)               | сентябрь 1985 — 5 апреля 1990     | |
| 3 |  | Анатолий Бутенко (род. 1938)             | 6 апреля 1990 — 28 января 1991    | |
| 4 |  | Руслан Боделан (1942—2025)               | 28 января — 24 августа 1991       | |

### Партийная власть
| Ответственные секретари Одесского губернского комитета КП(б)У 1923—1925    |  |                                             |                                   | |
| 1                                                                          |  | Мендель Хатаевич (1893—1937)                | 1923 — 1924                       | |
| 2                                                                          |  | Фёдор Корнюшин (1893—1938)                  | 1924 — 1 августа 1925             | |
| Ответственные секретари Одесского окружного комитета КП(б)У 1925—1930      |  |                                             |                                   | |
| 1                                                                          |  | В. Бессонов                                 | 1 августа 1925—1926               | |
| 2                                                                          |  | Павел Маркитан (1887—1937)                  | 1926 — 1 февраля 1927             | |
| 3                                                                          |  | Владимир Чернявский (1893—1939)             | 1 февраля 1927 — 12 ноября 1929   | |
| 4                                                                          |  | Иван Мусульбас (1895—1937)                  | 12 ноября 1929 — август 1930      | |
| 5                                                                          |  | Антон Вайнов (1898—1937)                    | август 1930 — 2 сентября 1930     | |
| Первые секретари Одесского районного комитета КП(б)У 1930—1932             |  |                                             |                                   | |
| 1                                                                          |  | Михаил Майоров (1890—1938)                  | 2 сентября 1930 — 27 февраля 1932 | |
| Первые секретари Одесского областного комитета КП(б)У 1932—1953            |  |                                             |                                   | |
| 1                                                                          |  | Михаил Майоров (1890—1938)                  | 27 февраля 1932 — 11 февраля 1933 | |
| 2                                                                          |  | Евгений Вегер (1899—1937)                   | 11 февраля 1933 — июль 1937       | |
| 3                                                                          |  | Дмитрий Евтушенко (1898—1938)               | июль 1937 — сентябрь 1937         | |
| -                                                                          |  | Николай Кондаков (1901—1938) (и. о.)        | сентябрь 1937 — 4 мая 1938        | |
| 4                                                                          |  | Григорий Телешёв (1902—1978)                | 4 мая 1938 — 25 января 1939       | |
| 5                                                                          |  | Анатолий Колыбанов (1904—1978)              | 25 января 1939 — 16 октября 1941  | |
| 6                                                                          |  | Александр Петровский (1906—1945)            | 16 октября 1941 — 10 апреля 1944  | Первый секретарь подпольного комитета. Фактически подпольной деятельности не вёл, казнён в 1945 г. по обвинению в коллаборационизме, позднее реабилитирован. |
| 7                                                                          |  | Анатолий Колыбанов (1904—1978) (второй раз) | 10 апреля 1944 — 23 июля 1945     | |
| 8                                                                          |  | Алексей Кириченко (1908—1975)               | 23 июля 1945 — 9 января 1950      | С июля 1945 года он работал на должности первого секретаря Одесского обкома КП(б)У, а с сентября 1946 года одновременно возглавлял и городской партийный комитет Одессы. Именно тогда он близко познакомился с Маршалом Советского Союза Г. К. Жуковым. Ведь Кириченко в 1945—1949 годах одновременно как первый секретарь обкома партии являлся членом Военного совета Одесского военного округа, а Жуков, который попал в «немилость» к Сталину, с 1946 до весны 1948 года командовал войсками этого небольшого округа. Именно в Одесщине А. И. Кириченко пережил он и тяжелый период послевоенного голода. Вот что вспоминал Хрущев: "Кириченко (он был тогда первым секретарем Одесского обкома партии) рассказывал, что, когда он приехал в какой-то колхоз проверить, как поводят люди зиму, ему сказали, чтобы он зашел к такой-то колхознице. Он зашел: «Ужасную я застал картину. Видел, как эта женщина на столе разрезала труп своего ребёнка, не то мальчика, не то девочки, и приговаривала: „Вот уже Манечку съели, а теперь Ванечку засолим. Этого хватит на какое-то время“. Эта женщина помешалась от голода и зарезала своих детей. Можете себе это представить?». В декабре 1949 года Кириченко избирают вторым секретарем и членом Президиума ЦК КП(б)У. |
| 9                                                                          |  | Алексей Епишев (1908—1985)                  | 9 января 1950 — 4 сентября 1951   | В 1951 году внезапно вызван в Москву и назначен заместителем Министра государственной безопасности СССР по кадрам. Данное назначение имело место в связи с арестом прежнего министра В. С. Абакумова и чисткой министерства от выдвиженцев последнего. На их место было назначено большое количество партийных работников, никогда ранее не имевших отношения к органам госбезопасности. Столь же внезапно Епишев был снят с этого поста через несколько дней после смерти И. В. Сталина в марте 1953 года и возвращен на должность 1-го секретаря Одесского обкома партии. |
| 10                                                                         |  | Василий Марков (1905—1978)                  | 4 сентября 1951 — 29 марта 1953   | |
| Первые секретари Одесского областного комитета КПУ 1953—1963               |  |                                             |                                   | |
| 1                                                                          |  | Алексей Епишев (1908—1985) (второй раз)     | 29 марта 1953 — 13 августа 1955   | |
| 2                                                                          |  | Леонтий Найдек (1907—1992)                  | 13 августа 1955 — 11 января 1958  | |
| 3                                                                          |  | Александр Федосеев (1909—1975)              | 11 января 1958 — 8 февраля 1961   | |
| 4                                                                          |  | Михаил Синица (1913—1985)                   | 8 февраля 1961 — 10 января 1963   | С января 1963 по декабрь 1964 г., в период разделения обкомов на промышленные и сельские, был первым секретарём Одесского промышленного обкома партии. |
| Первый секретарь промышленного Одесского областного комитета КПУ 1963—1964 |  |                                             |                                   | |
| 1                                                                          |  | Михаил Синица (1913—1985)                   | 10 января 1963 — декабрь 1964     | |
| Первый секретарь сельского Одесского областного комитета КПУ 1963—1964     |  |                                             |                                   | |
| 1                                                                          |  | Пётр Дорошенко (род. 1907)                  | 10 января 1963 — декабрь 1964     | |
| Первые секретари Одесского областного комитета КПУ 1964—1990               |  |                                             |                                   | |
| 1                                                                          |  | Михаил Синица (1913—1985) (второй раз)      | декабрь 1964 — 8 мая 1970         | |
| 2                                                                          |  | Павел Козырь (1913—1998)                    | 8 мая 1970 — 30 июня 1977         | |
| 3                                                                          |  | Николай Кириченко (1923—1986)               | 30 июня 1977 — 12 октября 1983    | При нём область входила в тройку лучших областей СССР. |
| 4                                                                          |  | Анатолий Ночёвкин (род. 1928)               | 12 октября 1983 — ноябрь 1988     | |
| 5                                                                          |  | Георгий Крючков (1929—2021)                 | ноябрь 1988 — 3 апреля 1990       | |
| 6                                                                          |  | Руслан Боделан (1942—2025)                  | 3 апреля — 24 октября 1990        | Впоследствии становился председателем исполнительного комитета Одесского областного совета, председателем Одесской областной государственной администрации, председателем Одесского областного совета, а также одесским городским головой. |

## Независимая Украина

### Главы исполнительной власти
| Председатель исполнительного комитета Одесского областного совета 1991—1992 |  |                                                          |                                  | |
| 1                                                                           |  | Руслан Боделан (род. 1942)                               | 24 августа 1991 — 24 марта 1992  | |
| Представители Президента Украины в Одесской области 1992—1994               |  |                                                          |                                  | |
| 1                                                                           |  | Валентин Симоненко (род. 1940)                           | 24 марта — 11 июля 1992          | В период 2 октября 1992 — 12 октября 1992 исполняющий обязанности Премьер-министра Украины, а впоследствии возглавил Счётную палату Украины.                                                                                        |
| 2                                                                           |  | Владлен Ильин (род. 1937)                                | 14 июля 1992 — 7 июля 1994       | |
| Председатель исполнительного комитета Одесского областного совета 1994—1995 |  |                                                          |                                  | |
| 1                                                                           |  | Руслан Боделан (род. 1942) (второй раз)                  | 7 июля 1994 — 11 июля 1995       | |
| Председатели Одесской областной государственной администрации 1995-2022     |  |                                                          |                                  | |
| 1                                                                           |  | Руслан Боделан (род. 1942)                               | 11 июля 1995 — 26 мая 1998       | Назначен после передачи полномочий облисполкомов облгосадминистрациям. Впоследствии стал городским головой Одессы. |
| 2                                                                           |  | Сергей Гриневецкий (род. 1957)                           | 26 мая 1998 — 3 февраля 2005     | В период 21 сентября 2000 — 19 апреля 2002 был председателем облсовета, а также был выбран на эту должность после ухода с поста председателя облгосадминстрации.                                                                    |
| 3                                                                           |  | Василий Цушко (род. 1963)                                | 4 февраля 2005 — 3 мая 2006      | В период с 1 декабря 2006 по 18 декабря 2007 занимал пост министра внутренних дел Украины, с 11 марта 2010 по 9 декабря 2010 — министра экономики. А с 16 декабря 2010 по 26 марта 2014 возглавлял Антимонопольный комитет Украины. |
| -                                                                           |  | Борис Звягинцев (род. 1956) (и. о.)                      | 3 мая — 3 августа 2006           | |
| 4                                                                           |  | Иван Плачков (род. 1957)                                 | 3 августа 2006 — 1 ноября 2007   | |
| 5                                                                           |  | Николай Сердюк (род. 1956)                               | 2 ноября 2007 — 18 марта 2010    | Исполняющий обязанности до 6 декабря 2007. |
| 6                                                                           |  | Эдуард Матвийчук (род. 1963)                             | 18 марта 2010 — 8 ноября 2013    | |
| 7                                                                           |  | Николай Скорик (род. 1972)                               | 8 ноября 2013 — 3 марта 2014     | В период 23 мая 2006 — 16 ноября 2010 был председателем Одесского облсовета. |
| 8                                                                           |  | Владимир Немировский (род. 1963)                         | 3 марта — 6 мая 2014             | |
| 9                                                                           |  | Игорь Палица (род. 1972)                                 | 6 мая 2014 — 30 мая 2015         | |
| 10                                                                          |  | Михаил Саакашвили (род. 1967)                            | 30 мая 2015 — 9 ноября 2016      | В 2000-01 — Министр юстиции Грузии, в 2002-04 — председатель заксобрания Тбилиси, в 2004-13 — Президент Грузии, в 2015-16 — советник Президента Украины.                                                                            |
| -                                                                           |  | Соломия Бобровская (род. 1989) (и. о.)                   | 9 ноября 2016 — 12 января 2017   | С апреля 2016 года — заместитель председателя Одесской облгосадминистрации. |
| 11                                                                          |  | Максим Степанов (род. 1975) (оспаривал 7-10 апреля 2019) | 12 января 2017 — 10 апреля 2019  | В 2008—2010 занимал должность первого заместителя председателя Одесской областной государственной администрации. |
| -                                                                           |  | Сергей Паращенко (род. 1972) (и. о.)                     | 7 апреля — 11 июня 2019          | С марта 2019 года — заместитель председателя Одесской облгосадминистрации. |
| -                                                                           |  | Светлана Шаталова (род. 1983) (и. о.)                    | 11 июня — 11 октября 2019        | |
| 12                                                                          |  | Максим Куцый (род. 1982)                                 | 11 октября 2019 — 5 ноября 2020  | |
| -                                                                           |  | Вячеслав Овечкин (род. 1983) (и. о.)                     | 5 ноября — 27 ноября 2020        | |
| 13                                                                          |  | Сергей Гриневецкий (род. 1957)                           | 27 ноября 2020 — 24 февраля 2022 | Возглавлял облгосадминстрацию с 26 мая 1998 по 3 февраля 2005. В период 21 сентября 2000 — 19 апреля 2002, а также 8 февраля — 22 июля 2005 был председателем облсовета.                                                            |
| Председатели Одесской областной военной администрации с 2022                |  |                                                          |                                  | |
| 1                                                                           |  | Сергей Гриневецкий (род. 1957)                           | 24 февраля — 1 марта 2022        | Возглавлял облгосадминстрацию с 26 мая 1998 по 3 февраля 2005. В период 21 сентября 2000 — 19 апреля 2002, а также 8 февраля — 22 июля 2005 был председателем облсовета.                                                            |
| 2                                                                           |  | Максим Марченко (род. 1983)                              | 1 марта 2022 — 15 марта 2023     | |
| 3                                                                           |  | Олег Кипер (род. 1980)                                   | С 15 марта 2023                  | |

### Главы местного самоуправления (представительской власти)
| Председатели Одесского областного совета С 1990 |  |                                             |                                   | |
| 1                                               |  | Руслан Боделан (род. 1942)                  | 5 апреля 1990 — 24 апреля 1998    | Дважды (28 января 1991 — 24 марта 1992 и 7 июля 1994 — 11 июля 1995) возглавлял исполнительную ветвь власти, будучи председателем исполнительного комитета областного совета. Впоследствии стал первым председателем облгосадминистрации, а в 1998 году избран городским головой города Одессы. |
| 2                                               |  | Юрий Казаков (род. 1946)                    | 24 апреля 1998 — 21 сентября 2000 | |
| 3                                               |  | Сергей Гриневецкий (род. 1957)              | 21 сентября 2000 — 19 апреля 2002 | Одновременно возглавлял Одесскую областную государственную администрацию. |
| 4                                               |  | Владимир Новацкий (род. 1957)               | 19 апреля 2002 — 8 февраля 2005   | Впоследствии стал городским головой города Южный Одесской области. |
| 5                                               |  | Сергей Гриневецкий (род. 1957) (второй раз) | 8 февраля 2005 — 22 июля 2005     | Избран председателем облсовета после ухода с поста председателя облгосадминистрации. |
| 6                                               |  | Фёдор Влад (род. 1963)                      | 22 июля 2005 — 23 мая 2006        | |
| 7                                               |  | Николай Скорик (род. 1972)                  | 23 мая 2006 — 16 ноября 2010      | В период 8 ноября 2013 — 4 марта 2014 был председателем Одесской облгосадминистрации. |
| 8                                               |  | Николай Пундик (род. 1961)                  | 16 ноября 2010 — 14 ноября 2013   | |
| 9                                               |  | Николай Тиндюк (род. 1949)                  | 14 ноября 2013 — 14 августа 2014  | С 2006 года был заместителем председателя областного совета, а с 2009 — первым заместителем. |
| 10                                              |  | Алексей Гончаренко (род. 1980)              | 14 августа 2014 — 23 декабря 2014 | С 2010 по 2014 год был заместителем председателя областного совета. |
| 11                                              |  | Михаил Шмушкович (род. 1979)                | 23 декабря 2014 — 12 ноября 2015  | В 2006—2010 депутат Одесского городского, а с 2010 областного совета. |
| 12                                              |  | Анатолий Урбанский (род. 1970)              | 12 ноября 2015 — 21 августа 2019  | Сын бывшего заместителя Министра транспорта Украины и бывшего народного депутата Украины Игоря Урабанского. |
| 13                                              |  | Сергей Паращенко (род. 1972)                | 21 августа 2019 — 5 декабря 2020  | В период 10 апреля 2019 — 11 июня 2019 исполняющий обязанности председателя облгосадминистрации. |
| 14                                              |  | Григорий Витальевич Диденко (род. 1978)     | С 5 декабря 2020                  | |